# Francesco De Martino
Francesco De Martino (Nápoles, 31 de mayo de 1907 - 18 de noviembre de 2002) fue un jurista y político italiano.

## Biografía
Se inscribió en 1943 en el Partido de Acción, para más tarde pasarse al Partido Socialista Italiano donde fue elegido secretario general hasta 1976. Fue vicepresidente de los gobiernos de Mariano Rumor y Emilio Colombo. En 1971 fue el candidato a la presidencia de la República, pero finalmente fue elegido el democristiano Giovanni Leone. En 1978 también fue votado por sus compañeros socialistas en algunas votaciones, pero en la última votación dejó vía libre a la elección del también socialista Sandro Pertini.
Fue diputado desde 1948 a 1983. Después se convirtió en senador con una candidatura conjunta del PSI y el Partido Comunista Italiano. Renunció a su puesto en 1987. En 1991 fue nombrado senador vitalicio por el presidente Francesco Cossiga. En los últimos años de su vida se acercó ideológicamente a Demócratas de Izquierda, adheriendo en 2001 a su grupo parlamentario.